# デビッド・コップ
デビッド・ジャスティン・コップ（David Justin Kopp, 1985年10月22日 - ）はアメリカ合衆国フロリダ州コーラルスプリングス出身のプロ野球選手(投手)。右投右打。

## 経歴
2007年のMLBドラフトでクレムゾン大学からセントルイス・カージナルスにアマチュア2巡目で指名され入団。
2012年に、第3回WBC予選のイスラエル代表に選出された。
2014年は、独立リーグであるアトランティックリーグのロングアイランド・ダックスと契約を結んだ。